# 2010년 AFC 챔피언스리그
2010년 AFC 챔피언스리그는 아시아 국가의 최정상 팀이 참가하는 29번째 대회(아시안 클럽 챔피언십 포함)이자 현재의 AFC 챔피언스리그 구성으로는 8회째를 맞는 아시아 국가들의 클럽대항전이다. 여기에는 아시아 축구 연맹 소속 국가의 클럽들이 참가하여 우승을 놓고 경쟁을 벌인다. 이번 대회의 결승전 장소는 지난 해와 똑같이 일본 도쿄 국립경기장으로 결정되었으며 우승 팀은 전년과 똑같이 2010년 FIFA 클럽 월드컵에 아시아 대표로 나가게 된다.
이번 대회부터 8강전에 같은 국가에서 2개의 클럽이 올라올 경우, 조 추첨시 같은 국가의 클럽끼리는 맞붙지 않게 하는 규칙이 신설되었다. 하지만 같은 국가에서 3개 이상의 클럽이 8강에 올라온 경우에는 국가를 고려하지 않고 무작위로 추첨한다. 이 대회에서는 정확히 2개의 클럽이 8강에 진출한 사우디아라비아가 이 규정을 적용받아서 알샤바브와 알힐랄은 8강에서 서로 맞붙지 않게 된다.
조별 리그가 진행되는 동안 관중수가 전년(2009 시즌)보다 한층 향상이 되는 모습을 보여었다. AFC가 2010년 3월 27일 공식 홈페이지를 통해 AFC 챔피언스리그 48경기 만에 50만 관중 돌파에 성공했다고 밝혔다. 지난해 총94경기에서 103만 7702명을 동원하면서 2002년 이후 최다 관중 신기록을 세웠던 AFC 챔피언스리그가 올해 한층 더 성장했다는 결과라고 할 수 있다. 실제 평균 관중에서 올해 AFC 챔피언스리그는 1만 1039명으로 증가해 작년(1만 1039명)과 비교할 때 소폭 증가했다. 특히 AFC 챔피언스리그의 평균 관중 증가에는 이란과 중국이 큰 역할을 했다는 평가를 받고 있다.
4월 28일 조별 예선 6라운드가 끝나며 종료된 조별 예선에선 K-리그에서 출전한 4개의 클럽이 모두 16강 진출을 결정지으며 K-리그가 16강전에 가장 많은 클럽을 배출한 리그가 되었다. 이란 프로 리그는 3개의 클럽이 조별 예선을 통과하며 2번째로 많은 클럽을 16강전에 진출시켰다. 한편 아랍에미리트는 4개의 클럽이 조별 예선에 참여했음에도 1팀도 16강전에 진출하지 못했다. 수원의 호세 모따는 조별 예선이 종료될 때까지 7골로 득점 랭킹 1위에 올랐다.
이어진 16강전에서, 동아시아에서는 K-리그의 4개 클럽이 모두 승리하여 8강전에 진출하며 AFC 챔피언스리그 역사상 최초로 한 국가에서 참가한 4개 클럽이 모두 8강전에 진출하는 기록을 세웠다. 한편 J-리그의 클럽들은 출전권이 4장으로 확대된 이후 처음으로 (AFC 챔피언스리그 전체 역사로는 2006년 시즌 이후 4년 만에) 한 팀도 8강에 진출하지 못했다. 서아시아에서는 알힐랄이 부뇨드코르를 대파하고 8강전에 올랐고 알샤바브, 알가라파, 조브 아한 또한 8강전에 안착하였다.
8강전에선 조브 아한이 포항 스틸러스를, 성남 일화 천마가 수원을, 알샤바브가 전북 현대 모터스를, 알힐랄이 알가라파를 꺾고 각각 4강에 진출하였다.
4강전에서는 성남 일화 천마가 알샤바브를, 조브 아한이 알힐랄을 누르고 결승에 안착했다. 그리고 11월 13일 일본 도쿄에서 개최된 결승전에서 성남 일화가 사샤, 조병국, 김철호의 연속 골의 힘 입어 1골을 만회한 조브 아한을 3 대 1을 누르고 우승을 차지 했다. 대회 MVP는 선취골을 넣었던 사샤가 선정이 되었고 특히 성남을 우승으로 이끈 신태용 감독은 K리그는 물론이요 아시아 프로축구리그 사상 처음으로 선수와 감독으로 모두 AFC챔피언스리그 우승컵을 들어올리는 감격을 누렸다.

## 출전팀

### 예선 플레이오프 참가 대상팀
| 서아시아      | 서아시아               |
| 팀            | 진출                   |
| ------------- | ---------------------- |
| 알와흐다1     | UAE 리그 2008–09 4위팀 |
| 처칠 브라더스 | I-리그 2008–09 우승 팀 |
| 쿠웨이트 SC2  | AFC컵 2009 우승 팀     |
| 알카라마      | AFC컵 2009 준우승 팀   |

| 동아시아          | 동아시아                          |
| 팀                | 진출                              |
| ----------------- | --------------------------------- |
| 스리위자야        | 피알라 인도네시아 2008–09 우승 팀 |
| SAFFC             | S-리그 2009 우승 팀               |
| 무앙통 유나이티드 | 타이 프리미어리그 2009 우승 팀    |
| 다낭 FC           | V-리그 2009 우승 팀               |

|  | 기준 충족 클럽 (예선 플레이오프 참가)      |
|  | 기준 미달 클럽 (예선 플레이오프 참가 불가) |

### 조별 리그 참가팀
| 팀                  | 출전                                 |
| ------------------- | ------------------------------------ |
| 에스테글랄          | 페르시안 걸프 컵 2008–09 우승팀      |
| 메스 케르만 FC      | 페르시안 걸프 컵 2008–09 3위팀       |
| 세파한3             | 페르시안 걸프 컵 2008–09 4위팀       |
| 조브 아한 FC        | 하즈피 컵 2008–09 우승팀             |
|                     |                                      |
| 알이티하드          | 사우디 프리미어리그 2008–09 우승팀   |
| 알힐랄              | 사우디 프리미어리그 2008–09 준우승팀 |
| 알아흘리            | 사우디 프리미어리그 2008–09 3위팀    |
| 알샤바브            | 사우디 챔피언스컵 2008–09 우승팀     |
|                     |                                      |
| 알아흘리            | UAE 리그 2008–09 우승팀              |
| 알자지라            | UAE 리그 2008–09 준우승팀            |
| 알아인              | UAE 프레지던트컵 2008–09 우승팀      |
|                     |                                      |
| 부뇨드코르          | 우즈벡 리그 2009 우승팀              |
| 파흐타코르 타슈켄트 | 우즈벡 리그 2009 준우승팀            |
|                     |                                      |
| 알가라파            | 카타르 리그 2008–09 우승팀           |
| 알사드              | 카타르 리그 2008–09 준우승팀         |
|                     |                                      |
| 알와흐다            | 서아시아 예선 플레이오프 승리팀      |

| 구단                  | 출전 자격                           |
| --------------------- | ----------------------------------- |
| 가시마 앤틀러스       | J 리그 2009 우승팀                  |
| 가와사키 프론탈레     | J 리그 2009 준우승팀                |
| 산프레체 히로시마4    | J 리그 2009 4위팀                   |
| 감바 오사카           | 천황배 2009 우승팀                  |
|                       |                                     |
| 베이징 궈안           | 중국 슈퍼리그 2009 우승팀           |
| 창춘 야타이           | 중국 슈퍼리그 2009 준우승팀         |
| 허난 젠예             | 중국 슈퍼리그 2009 3위팀            |
| 산둥 루넝             | 중국 슈퍼리그 2009 4위팀            |
|                       |                                     |
| 멜버른 빅토리         | A-리그 2008–09 우승팀               |
| 애들레이드 유나이티드 | A-리그 2008–09 준우승팀             |
|                       |                                     |
| 전북 현대 모터스      | K-리그 2009 우승팀                  |
| 성남 일화 천마        | K-리그 2009 준우승팀                |
| 포항 스틸러스         | K-리그 2009 3위팀                   |
| 수원 삼성 블루윙스    | 대한민국 FA 컵 2009 우승팀          |
|                       |                                     |
| 페르시푸라 자야푸라   | 리가 슈퍼 인도네시아 2008–09 우승팀 |
|                       |                                     |
| SAFFC                 | 동아시아 예선 플레이오프 승리팀     |

1. UAE 리그 2008–09의 3위팀은 AFC 챔피언스리그 서아시아 예선 플레이오프 출전권이 주어지지만 3위인 알아인 FC가 UAE 회장컵에서 우승을 하자 4위팀인 알와흐다에게 AFC 챔피언스리그 서아시아 예선 플레이오프 출전권이 주어졌다.
2. AFC컵 2009의 우승팀인 쿠웨이트 SC은 AFC 챔피언스리그 출전 자격 미달로 인해 이 대회에서 제외되었다.
3. 이란 클럽팀은 페르시안 걸프 컵 2008–09의 1위부터 3위 팀까지만 출전자격이 주어지지만, 2위인 조브 아한 FC가 하즈피 컵에서 우승을 하자 4위팀인 세파한에게 AFC 챔피언스리그 출전자격이 주어졌다.
4. 전년도(2009) J리그 3위로 2010시즌 AFC 챔피언스리그 출전권을 확보한 감바 오사카가 천황배까지 우승하게 되면서 4위인 히로시마가 출전권을 승계하게 됐다. 히로시마는 H조의 포항 스틸러스, 애들레이드 유나이티드, 산둥 루넝과 한 조가 됐다.[4]

## 대회 일정
| 일자            | 내용                     | 일자         | 내용               |
| --------------- | ------------------------ | ------------ | ------------------ |
| 2009년 12월 7일 | 조별리그 대진 결정       | 4월 13일     | 조별 리그 5차전    |
| 2010년 1월 30일 | 예선 플레이오프 준결승전 | 4월 14일     | 조별 리그 5차전    |
| 2월 6일         | 예선 플레이오프 결승전   | 4월 27일     | 조별 리그 6차전    |
| 2월 23일        | 조별 리그 1차전          | 4월 28일     | 조별 리그 6차전    |
| 2월 24일        | 조별 리그 1차전          | 5월 11일     | 16강전 (서아시아)  |
| 3월 9일         | 조별 리그 2차전          | 5월 12일     | 16강전 (동아시아)  |
| 3월 10일        | 조별 리그 2차전          | 5월 25일     | 8강 이후 대진 결정 |
| 3월 23일        | 조별 리그 3차전          | 9월 15일     | 8강전 1차전        |
| 3월 24일        | 조별 리그 3차전          | 9월 22일     | 8강전 2차전        |
| 3월 30일        | 조별 리그 4차전          | 10월 5일~6일 | 준결승전 1차전     |
| 3월 31일        | 조별 리그 4차전          | 10월 20일    | 준결승전 2차전     |
|                 |                          | 11월 13일    | 결승전             |

## 예선 플레이오프
예선 플레이오프는 1월 30일부터 2월 6일까지 진행되었으며 동아시아와 서아시아의 결승 승리팀은 지난해(2009년)과 똑같이 각각 32강 조별 리그에 참가하게 되었다.
|  | 동아시아 준결승 | 동아시아 준결승 |         |       | 동아시아 결승전 | 동아시아 결승전 |
|  |                 |                 |         |       |                 |                 |
|  | 1월 30일        |                 |         |       |                 |                 |
|  |                 |                 |         |       |                 |                 |
|  | SAFFC           | 3               |         |       |                 |                 |
|  | SAFFC           | 3               | 2월 6일 |       |                 |                 |
|  | 스리위자야      | 0               |         |       |                 |                 |
|  | 스리위자야      | 0               | SAFFC   | 0 (4) |                 |                 |
|  | 1월 31일        |                 | SAFFC   | 0 (4) |                 |                 |
|  |                 | 무앙통 UTD      | 0 (3)   |       |                 |                 |
|  | 다낭 FC         | 무앙통 UTD      | 0 (3)   | 0     |                 |                 |
|  | 다낭 FC         |                 |         | 0     |                 |                 |
|  | 무앙통 UTD      | 3               |         |       |                 |                 |
|  | 무앙통 UTD      | 3               |         |       |                 |                 |

|  | 서아시아 준결승 | 서아시아 준결승 |          |   | 서아시아 결승전 | 서아시아 결승전 |
|  |                 |                 |          |   |                 |                 |
|  | 1월 30일        |                 |          |   |                 |                 |
|  |                 |                 |          |   |                 |                 |
|  | 알카라마        | 0               |          |   |                 |                 |
|  | 알카라마        | 0               | 2월 6일  |   |                 |                 |
|  | 알와흐다        | 1               |          |   |                 |                 |
|  | 알와흐다        | 1               | 알와흐다 | 5 |                 |                 |
|  | -               |                 | 알와흐다 | 5 |                 |                 |
|  |                 | 처칠 브라더스   | 2        |   |                 |                 |
|  | 처칠 브라더스   | 처칠 브라더스   | 2        | - |                 |                 |
|  | 처칠 브라더스   |                 |          | - |                 |                 |
|  | (부전승)        | -               |          |   |                 |                 |
|  | (부전승)        | -               |          |   |                 |                 |

| 팀 1            | 결과            | 팀 2              |                 |                 |
| 동아시아 준결승 | 동아시아 준결승 | 동아시아 준결승   | 동아시아 준결승 | 동아시아 준결승 |
| --------------- | --------------- | ----------------- | --------------- | --------------- |
| 스리위자야      | 0-3             | SAFFC             |                 |                 |
| 다낭 FC         | 0-3             | 무앙통 유나이티드 |                 |                 |
| 동아시아 결승전 |                 |                   |                 |                 |
| SAFFC           | 0-0 (PK 4–3)    | 무앙통 유나이티드 |                 |                 |
| 서아시아 준결승 |                 |                   |                 |                 |
| 알카라마        | 0-1             | 알와흐다          |                 |                 |
| 처칠 브라더스   | 부전승          |                   |                 |                 |
| 서아시아 결승전 |                 |                   |                 |                 |
| 알와흐다        | 5-2             | 처칠 브라더스     |                 |                 |

## 조별 리그
조별 리그 대진은 2009년 12월 7일, 말레이시아의 콸라룸푸르에서 결정되었다.
각 클럽은 홈과 원정으로 같은 조의 세 클럽들과 두 번씩, 총 여섯번의 경기를 한다. 승리시 승점 3점, 무승부시 승점 1점을 얻는다. 만약 승점이 같은 팀이 있을 경우 아래와 같은 방법으로 동점자를 가린다.
1. 승점이 같은 팀 가운데 상대전적이 앞서는 팀
2. 승점이 같은 팀 가운데 골득실이 더 큰 팀 (원정 다득점은 적용되지 않음)
3. 승점이 같은 팀 가운데 다득점을 한 팀
4. 조별 리그에서의 골득실차
5. 조별 리그에서의 다득점
6. 승점이 같은 팀끼리의 승부차기
7. 경고 및 퇴장의 수가 적은 팀
8. 추첨

각 조의 1위와 2위팀만이 다음 라운드로 진출한다.
|  | 16강 진출팀 |
|  | 16강 탈락팀 |

### A조
| 팀         | 경기 | 승 | 무 | 패 | 득 | 실 | 차 | 승점 |
| ---------- | ---- | -- | -- | -- | -- | -- | -- | ---- |
| 알가라파   | 6    | 4  | 1  | 1  | 11 | 9  | +2 | 13   |
| 에스테글랄 | 6    | 3  | 2  | 1  | 9  | 5  | +4 | 11   |
| 알아흘리   | 6    | 2  | 0  | 4  | 11 | 9  | +2 | 6    |
| 알자지라   | 6    | 1  | 1  | 4  | 6  | 14 | -8 | 4    |

|            | 사우디아라비아 | 카타르 | 아랍에미리트 | 이란  |
| ---------- | -------------- | ------ | ------------ | ----- |
| 알아흘리   | -              | 1 - 0  | 5 - 1        | 1 - 2 |
| 알가라파   | 3 - 2          | -      | 4 - 2        | 1 - 1 |
| 알자지라   | 0 - 2          | 1 - 2  | -            | 2 - 1 |
| 에스테글랄 | 2 - 1          | 3 - 0  | 0 - 0        | -     |

### B조
| 팀         | 경기 | 승 | 무 | 패 | 득 | 실 | 차  | 승점 |
| ---------- | ---- | -- | -- | -- | -- | -- | --- | ---- |
| 조브 아한  | 6    | 4  | 1  | 1  | 8  | 3  | +5  | 13   |
| 부뇨드코르 | 6    | 3  | 2  | 1  | 10 | 7  | +3  | 10   |
| 알이티하드 | 6    | 2  | 2  | 2  | 9  | 7  | +2  | 8    |
| 알와흐다   | 6    | 1  | 0  | 5  | 3  | 13 | -10 | 3    |

|            | 이란  | 사우디아라비아 | 우즈베키스탄 | 아랍에미리트 |
| ---------- | ----- | -------------- | ------------ | ------------ |
| 조브 아한  | -     | 1 - 0          | 3 - 0        | 1 - 0        |
| 알이티하드 | 2 - 2 | -              | 0 - 0        | 4 - 0        |
| 부뇨드코르 | 0 - 1 | 3 - 0          | -            | 4 - 1        |
| 알와흐다   | 1 - 0 | 0 - 2          | 1 - 2        | -            |

### C조
| 팀                  | 경기 | 승 | 무 | 패 | 득 | 실 | 차 | 승점 |
| ------------------- | ---- | -- | -- | -- | -- | -- | -- | ---- |
| 알샤바브            | 6    | 3  | 1  | 2  | 10 | 8  | +2 | 10   |
| 파흐타코르 타슈켄트 | 6    | 3  | 0  | 3  | 8  | 10 | -2 | 9    |
| 세파한              | 6    | 2  | 2  | 2  | 5  | 5  | 0  | 8    |
| 알아인              | 6    | 2  | 1  | 3  | 8  | 8  | 0  | 7    |

|                     | 아랍에미리트 | 이란  | 사우디아라비아 | 우즈베키스탄 |
| ------------------- | ------------ | ----- | -------------- | ------------ |
| 알아인              | -            | 2 - 0 | 2 - 1          | 0 - 1        |
| 세파한              | 0 - 0        | -     | 1 - 0          | 2 - 0        |
| 알샤바브            | 3 - 2        | 1 - 1 | -              | 2 - 1        |
| 파흐타코르 타슈켄트 | 3 - 2        | 2 - 1 | 1 - 3          | -            |

### D조
| 팀          | 경기 | 승 | 무 | 패 | 득 | 실 | 차 | 승점 |
| ----------- | ---- | -- | -- | -- | -- | -- | -- | ---- |
| 알힐랄      | 6    | 3  | 2  | 1  | 11 | 7  | +4 | 11   |
| 메스 케르만 | 6    | 3  | 0  | 3  | 13 | 13 | 0  | 9    |
| 알사드      | 6    | 2  | 2  | 2  | 12 | 9  | +3 | 8    |
| 알아흘리    | 6    | 1  | 2  | 3  | 9  | 16 | -7 | 5    |

|             | 카타르 | 아랍에미리트 | 이란  | 사우디아라비아 |
| ----------- | ------ | ------------ | ----- | -------------- |
| 알사드      | -      | 4 - 1        | 0 - 3 | 2 - 2          |
| 알아흘리    | 0 - 5  | -            | 2 - 1 | 2 - 3          |
| 메스 케르만 | 3 - 1  | 4 - 2        | -     | 3 - 1          |
| 알힐랄      | 0 - 0  | 1 - 1        | 3 - 1 | -              |

### E조
| 팀                | 경기 | 승 | 무 | 패 | 득 | 실 | 차 | 승점 |
| ----------------- | ---- | -- | -- | -- | -- | -- | -- | ---- |
| 성남 일화 천마    | 6    | 5  | 0  | 1  | 11 | 6  | +5 | 15   |
| 베이징 궈안       | 6    | 3  | 1  | 2  | 7  | 5  | +2 | 10   |
| 가와사키 프론탈레 | 6    | 2  | 0  | 4  | 8  | 8  | 0  | 6    |
| 멜버른 빅토리     | 6    | 1  | 1  | 4  | 3  | 10 | -7 | 4    |

|                   | 대한민국 | 일본  | 중국  | 오스트레일리아 |
| ----------------- | -------- | ----- | ----- | -------------- |
| 성남 일화 천마    | -        | 2 - 0 | 3 - 1 | 3 - 2          |
| 가와사키 프론탈레 | 3 - 0    | -     | 1 - 3 | 4 - 0          |
| 베이징 궈안       | 0 - 1    | 2 - 0 | -     | 1 - 0          |
| 멜버른 빅토리     | 0 - 2    | 1 - 0 | 0 - 0 | -              |

### F조
| 팀                  | 경기 | 승 | 무 | 패 | 득 | 실 | 차  | 승점 |
| ------------------- | ---- | -- | -- | -- | -- | -- | --- | ---- |
| 가시마 앤틀러스     | 6    | 6  | 0  | 0  | 14 | 3  | +11 | 18   |
| 전북 현대 모터스    | 6    | 4  | 0  | 2  | 17 | 6  | +11 | 12   |
| 창춘 야타이         | 6    | 1  | 0  | 5  | 10 | 7  | +3  | 3    |
| 페르시푸라 자야푸라 | 6    | 1  | 0  | 5  | 4  | 29 | -25 | 3    |

|                     | 일본  | 대한민국 | 중국  | 인도네시아 |
| ------------------- | ----- | -------- | ----- | ---------- |
| 가시마 앤틀러스     | -     | 2 - 1    | 1 - 0 | 5 - 0      |
| 전북 현대 모터스    | 1 - 2 | -        | 1 - 0 | 8 - 0      |
| 창춘 야타이         | 0 - 1 | 1 - 2    | -     | 9 - 0      |
| 페르시푸라 자야푸라 | 1 - 3 | 1 - 4    | 2 - 0 | -          |

### G조
| 팀                 | 경기 | 승 | 무 | 패 | 득 | 실 | 차 | 승점 |
| ------------------ | ---- | -- | -- | -- | -- | -- | -- | ---- |
| 수원 삼성 블루윙즈 | 6    | 4  | 1  | 1  | 13 | 4  | +9 | 13   |
| 감바 오사카        | 6    | 3  | 3  | 0  | 11 | 5  | +6 | 12   |
| SAFFC              | 6    | 1  | 1  | 4  | 6  | 16 | -6 | 4    |
| 허난 젠예          | 6    | 0  | 3  | 3  | 3  | 8  | -5 | 3    |

|                    | 일본  | 대한민국 | 중국  | 싱가포르 |
| ------------------ | ----- | -------- | ----- | -------- |
| 감바 오사카        | -     | 2 - 1    | 1 - 1 | 3 - 0    |
| 수원 삼성 블루윙즈 | 0 - 0 | -        | 2 - 0 | 6 - 2    |
| 허난 젠예          | 1 - 1 | 0 - 2    | -     | 0 - 0    |
| SAFFC              | 2 - 4 | 0 - 2    | 2 - 1 | -        |

### H조
| 팀                    | 경기 | 승 | 무 | 패 | 득 | 실 | 차 | 승점 |
| --------------------- | ---- | -- | -- | -- | -- | -- | -- | ---- |
| 애들레이드 유나이티드 | 6    | 3  | 1  | 2  | 6  | 4  | +2 | 10   |
| 포항 스틸러스         | 6    | 3  | 1  | 2  | 8  | 7  | +1 | 10   |
| 산프레체 히로시마     | 6    | 3  | 0  | 3  | 11 | 11 | 0  | 9    |
| 산둥 루넝             | 6    | 2  | 0  | 4  | 5  | 8  | -3 | 6    |

|                       | 대한민국 | 오스트레일리아 | 중국  | 일본  |
| --------------------- | -------- | -------------- | ----- | ----- |
| 포항 스틸러스         | -        | 0 - 0          | 1 - 0 | 2 - 1 |
| 애들레이드 유나이티드 | 1 - 0    | -              | 0 - 1 | 3 - 2 |
| 산둥 루넝             | 1 - 2    | 0 - 2          | -     | 2 - 3 |
| 산프레체 히로시마     | 4 - 3    | 1 - 0          | 0 - 1 | -     |

## 토너먼트전

### 16강전
16강전은 조별 리그에서 조 1위로 진출한 팀과 조 2위로 진출한 팀이 맞붙는다. 경기는 2010년 5월 11일에서 5월 12일까지 양일간 각조 1위 진출 팀의 홈에서 단판으로 치러진다. 단, 16강전에 한하여 서아시아(A~D조) 팀들과 동아시아(E~H조) 팀들을 분리하는 제약 조건이 있다.
| 팀 1                  | 결과     | 팀 2             |
| 서아시아              | 서아시아 | 서아시아         |
| --------------------- | -------- | ---------------- |
| 알가라파              | 1 – 0    | 파흐타코르       |
| 알샤바브              | 3 – 2    | 에스테글랄       |
| 조브 아한             | 1 – 0    | 메스 케르만      |
| 알힐랄                | 3 – 0    | 부뇨드코르       |
| 동아시아              |          |                  |
| 성남 일화 천마        | 3 – 0    | 감바 오사카      |
| 수원 삼성 블루윙즈    | 2 – 0    | 베이징 궈안      |
| 가시마 앤틀러스       | 0 – 1    | 포항 스틸러스    |
| 애들레이드 유나이티드 | 2 – 3    | 전북 현대 모터스 |

### 8강전
8강전은 16강전에서 승리한 8개의 클럽을 동아시아와 서아시아의 구분없이 무작위로 추첨하여 치러진다. 단, 이 시즌부터 새로 개정된 8강 대진 추첨 규정에 의하여 사우디아라비아의 알샤바브와 알힐랄은 8강에서 서로 맞붙지 않고 다른 나라의 클럽과 8강전을 치를 예정이다.
2010년 5월 25일, 말레이시아의 쿠알라룸푸르에서 대진 추첨식이 열렸으며 그 결과 수원 삼성 블루윙즈와 성남 일화 천마간의 더비 경기인 일명 마계대전이 성사가 되었는데 지난해 FA컵 결승에서 격돌했던 양팀은 이번 AFC 챔피언스리그에서 4강진출을 놓고 또한번 물러설 수 없는 대결을 펼치게 되었다.
8강전 경기는 오는 9월 15일과 9월 22일에 각각 1차전과 2차전이 홈 앤드 어웨이 방식으로 치러질 예정이다.
| 팀 1               | 합계  | 팀 2             | 1차전 | 2차전 |
| ------------------ | ----- | ---------------- | ----- | ----- |
| 수원 삼성 블루윙즈 | 3 - 4 | 성남 일화 천마   | 1 - 4 | 2 - 0 |
| 알샤바브           | 2 - 1 | 전북 현대 모터스 | 2 - 0 | 0 - 1 |
| 조브 아한          | 3 - 2 | 포항 스틸러스    | 2 - 1 | 1 - 1 |
| 알힐랄             | 5 - 4 | 알가라파         | 3 - 0 | 2 - 4 |

### 4강전
4강전 경기는 10월 5일과 10월 6일에 1차전, 10월 20일에 2차전이 홈 앤드 어웨이 방식으로 치러진다.
| 팀 1      | 합계     | 팀 2           | 1차전 | 2차전 |
| --------- | -------- | -------------- | ----- | ----- |
| 알샤바브  | 4 - 4(a) | 성남 일화 천마 | 4 - 3 | 0 - 1 |
| 조브 아한 | 2 - 0    | 알힐랄         | 1 - 0 | 1 - 0 |

### 결승전
| 성남 일화 천마                     | 3 – 1  | 조브 아한      |
| ---------------------------------- | ------ | -------------- |
| 사샤 29′ · 조병국 53′ · 김철호 83′ | Report | 칼라트바리 67′ |

## 우승
| 2010년 AFC 챔피언스리그 우승 |
| ---------------------------- |
| 대한민국                     |
| 성남 일화 천마 2번째 우승    |

## 득점 랭킹
최종 수정 2011년 1월 25일.
| 순위 | 선수명            | 구단               | 조1 | 조2 | 조3 | 조4 | 조5 | 조6 | 16강 | 8강1 | 8강2 | 4강1 | 4강2 | 결승 | 총 득점 |
| ---- | ----------------- | ------------------ | --- | --- | --- | --- | --- | --- | ---- | ---- | ---- | ---- | ---- | ---- | ------- |
| 1    | 호세 모따         | 수원 삼성 블루윙즈 |     | 1   | 2   | 1   | 1   | 2   | 2    |      |      |      |      |      | 9       |
| 2    | 마우리시오 몰리나 | 성남 일화 천마     | 1   |     |     | 1   |     |     | 2    | 1    |      | 2    |      |      | 7       |
| 3    | 데니우송          | 부뇨드코르         | 1   | 2   |     |     |     | 2   |      |      |      |      |      |      | 5       |
| 3    | 파하드 마지디     | 에스테글랄         | 2   |     | 2   |     |     | 1   |      |      |      |      |      |      | 5       |
| 3    | 레안드루          | 알사드             |     | 3   | 2   |     |     |     |      |      |      |      |      |      | 5       |
| 3    | 플라비우          | 알샤바브           |     | 2   |     | 2   |     | 1   |      |      |      |      |      |      | 5       |
| 3    | 아라우조          | 알가라파           |     | 1   |     |     | 3   |     | 1    |      |      |      |      |      | 5       |
| 3    | 에닝요            | 전북 현대 모터스   |     | 1   |     |     | 2   |     | 2    |      |      |      |      |      | 5       |
| 3    | 메흐디 라자브자데 | 조브 아한          | 2   |     |     |     | 1   | 1   |      | 1    |      |      |      |      | 5       |
| 3    | 유니스 마무드     | 알힐랄             | 2   | 1   |     | 1   |     |     |      |      | 1    |      |      |      | 5       |

1. ↑  16강전 후 메스 케르만에서 이적

## 참고 문서
1. ↑  정수창 (2010년 2월 9일). “ACL 결승전, 2년 연속 도쿄서 개최”. 스포탈코리아. 2013년 12월 17일에 원본 문서에서 보존된 문서. 2010년 5월 12일에 확인함.
2. ↑  황민국 (2010년 3월 27일). “ACL 관중 50만 돌파...흥행 新 유력”. OSEN.[깨진 링크(과거 내용 찾기)]
3. ↑  최용재 (2010년 11월 13일). “'3골 폭죽' 성남, 조바한 3-1로 꺾고 ACL '우승'”. 조이뉴스24. 2013년 12월 20일에 원본 문서에서 보존된 문서. 2010년 11월 13일에 확인함.
4. ↑  김성진 (2010년 1월 1일). “감바, 2년 연속 일왕배 우승… 조재진 20분 출전”. 스포탈코리아.[깨진 링크(과거 내용 찾기)]
5. ↑  김종국 (2009년 12월 7일). “전북, AFC 챔스리그서 가시마 앤틀러스와 한 조”. 마이데일리. 2016년 3월 6일에 원본 문서에서 보존된 문서. 2009년 12월 7일에 확인함.
6. ↑  김종국 (2010년 5월 25일). “수원-성남, AFC챔피언스리그 8강전서 격돌”. 마이데일리.

## 같이 보기
- 2010년 AFC컵
- 2010년 AFC 프레지던트컵